# Say One for Me
Say One for Me (bra Prece para um Pecador) é um filme norte-americano de 1959, do gênero comédia romântico-musical, dirigido por Frank Tashlin, com roteiro de Robert O'Brien.

## Sinopse
O Padre Conroy ministra em uma igreja nas imediações da Broadway. Com isso, muitos de seus paroquianos são artistas de teatro, a quem ele procura tirar do caminho do pecado. Holly LeMaise é uma jovem talentosa que tenta a vida no mundo do entretenimento, guiada pelo padre. Ela cai nas garras de Tony Vincent, predador proprietário do clube onde ela conseguiu um contrato. Enquanto produz um show beneficente na TV, com outros colegas, Padre Conroy faz de tudo para salvá-la. Mas ela se apaixonou pelo lobo, que promete casamento, o espertinho...

## Prêmios e indicações
| Prêmio             | Categoria            | Recipiente(s)         | Resultado |
| ------------------ | -------------------- | --------------------- | --------- |
| Oscar 1960         | Melhor trilha sonora | Lionel Newman         | Indicado  |
| Globo de Ouro 1960 | Melhor filme musical | Frank Tashlin (prod.) | Indicado  |
| Globo de Ouro 1960 | Revelação feminina   | Stella Stevens        | Venceu    |

## Elenco
| Ator/Atriz       | Personagem        |
| ---------------- | ----------------- |
| Bing Crosby      | Padre Conroy      |
| Debbie Reynolds  | Holly LeMaise     |
| Robert Wagner    | Tony Vincent      |
| Ray Walston      | Phil Stanley      |
| Les Tremayne     | Harry LeMaise     |
| Connie Gilchrist | Mary              |
| Frank McHugh     | Jim Dugan         |
| Joe Besser       | Joe Greb          |
| Alena Murray     | Sunny             |
| Stella Stevens   | Corista           |
| Nina Shipman     | Fay Flagg         |
| Sebastian Cabot  | Monsenhor Francis |
| Judy Harriet     | June January      |

## Recepção
O filme mistura religião e show business, e o resultado, segundo o crítico Leonard Maltin, é pífio.